# Tentative de coup d'État de 2022 en Ukraine
Invasion de l'Ukraine par la Russie de 2022
Batailles
Offensive de Kiev (Jytomyr, Kiev) : 
- 1re Hostomel
- Tchernobyl
- Ivankiv
- Kiev
- 2e Hostomel
- Vassylkiv
- Boutcha
- Irpin
  - Bombardement de réfugiés
- Jytomyr
- Mochtchoun
- Makariv
- Brovary

Offensive du Nord (Tchernihiv, Soumy) :
- Hloukhiv
- Slavoutytch
- Bombardements
- Soumy
- Trostianets
- Tchernihiv
- Okhtyrka
- Lebedyn
- Konotop
- Romny
- Desna
- Escarmouches frontalières

Russie  (Briansk, Belgorod) :
- Incursions en Russie occidentale
  - Oblast de Briansk
  - Oblasts de Belgorod et de Koursk
    - Incursions de 2024

  - Bombardement de Belgorod
- Oblast de Koursk (août 2024)

Campagne de l'Est (Donetsk, Louhansk, Kharkiv)
Kharkiv :
- 1re Kharkiv
  - Tchouhouïv
  - Bombardements : en février
  - en mars
  - en avril
  - du bâtiment administratif
- Izioum
- 2e Kharkiv
  - Balaklia
  - 1re Koupiansk
  - Chevtchenkove
- 3e Kharkiv

Nord du Donbass:
- Starobilsk
- Sloviansk
  - Dovhenke
  - 1re Lyman
  - Sviatohirsk
  - Bohorodychne et Krasnopillia
  - Bombardements : Bilohorivka
  - Kramatorsk
- Sievierodonetsk
  - Kreminna
  - Donets
  - Roubijné
  - Popasna
  - Tochkivka
  - Massacre
- Lyssytchansk
- 2e Kharkiv
  - Balaklia
  - 1re Koupiansk
  - Chevtchenkove
  - 2e Lyman
- Oblast de Louhansk
  - Ligne Svatove-Kreminna
  - Serebryansky
  - 2e Koupiansk

 Centre du Donbass:
- Horlivka
- Popasna
- Svitlodarsk
- Bakhmout
  - Soledar
- Siversk
- Tchassiv Iar
- Toretsk

Sud du Donbass :
- Volnovakha
- Marioupol
  - Bombardements : de l'hôpital
  - du théâtre
  - de l'école d'art
- Pisky
- Vouhledar
  - Pavlivka
- Marïnka
- Contre-offensive de 2023
- Avdiïvka
- Novomykhaïlivka
- Pokrovsk
  - Krasnohorivka
  - Toretsk
- Bombardements :
- Makiïvka
- Donetsk

Campagne du Sud (Mykolaïv, Kherson, Zaporijjia)
- 1re Kherson
- Odessa
- Melitopol
- Mykolaïv
  - Bombardements : à fragmentation
  - du bâtiment administratif
- 1re Berdiansk
- Zaporijjia
- Tchornobaïvka
- Enerhodar
- Voznessensk
- Houliaïpole
- Davydiv Brid
- 2e Berdiansk
- Nova Kakhovka
- 2e Kherson
  - Doudtchany
- Dniepr
- Tchoulakivka
- Contre-offensive de 2023
  - Robotyne

Frappes aériennes dans l'Ouest et le Centre de l'Ukraine
- Lviv (02/2022)
- Vinnytsia (03/2022)
- Yavoriv (03/2022)
- Deliatyne (03/2022)
- Dnipro

Guerre navale
- Île des Serpents (02/2022)
- Moskva (04/2022)

Attaques en Crimée
- Novofedorivka (08/2022)
- Djankoï (08/2022)
- Pont de Crimée (10/2022)
- Base navale de Sébastopol (10/2022)
- Pont de Crimée (07/2023)
- Base navale de Sébastopol (09/2023)

Débordement
- Aéroport de Millerovo
- Sabotages en Russie
- Attaques en Transnistrie
- Sabotage des gazoducs Nord Stream
- Terrain d'entraînement militaire de Soloti
- Explosions en Pologne
- Bases aériennes de Dyagilevo et Engels-2
- Base aérienne de Minsk-Matchoulichtchi
- Crise russo-moldave de 2023
  - Accusations de tentative de coup d'État en Moldavie
- Incident de drone de 2023 en mer Noire
- Rébellion du groupe Wagner

Massacres
- Tchernihiv
- Boutcha
- Borodianka
- Olenivka
- Izioum

La tentative de coup d'État de 2022 en Ukraine est une tentative ratée du Service fédéral de sécurité russe (FSB) de renverser le gouvernement de l'Ukraine et d'installer un régime pro-russe dans diverses villes ukrainiennes pour la poursuite de la reddition de villes à l'armée russe pendant l'invasion de l'Ukraine par la Russie. 
L'agence de renseignement russe (FSB) et les vétérans de l'Action anti-terroriste recrutés doivent mener le coup d'État au début de l'invasion russe de l'Ukraine en 2022. Cependant, le plan de coup d'État est finalement annulé en raison du fait que les personnes qui doivent y participer sont arrêtées par le service de sécurité d'Ukraine (SBU).

## Planification du coup d'État
La planification du coup d'État commence vers l'été 2021. 
Selon l'un des agents détenus, qui devait participer au coup d'État, au début de l'invasion russe de l'Ukraine, la Russie devait envoyer un appel à se rendre aux autorités ukrainiennes actuelles, en les menaçant, s'ils refusaient, d'organiser un coup d'État par des agents pro-russes recrutés[réf. nécessaire]. Premièrement, ils devaient mettre en scène des incidents à la fois à Kiev et à la frontière entre l'Ukraine et la Transnistrie, créant un prétexte pour l'invasion. Puis, après le début de l'invasion, des agents devaient commencer la saisie de bâtiments administratifs dans diverses villes ukrainiennes, suivies de l'installation de dirigeants pro-russes, de la reddition et du transfert de l'administration de villes ukrainiennes aux troupes russes. Pendant le coup d'État, des émeutes de masse, des combats avec les forces de l'ordre et des attaques terroristes visant à déstabiliser la situation devaient également avoir lieu. Après le coup d'État, la Verkhovna Rada devait être dissoute et remplacée par une Rada populaire pro-russe, qui devait jouer le rôle d'un gouvernement fantoche pro-russe sur le territoire occupé de l'Ukraine et les républiques populaires nouvellement créées en Ukraine orientale. Un président pro-russe devait également être installé en Ukraine après le coup d'État,. 
Le plan est annulé en raison de l'arrestation début mars de l'organisateur et des personnes clés du coup d'État par le SBU dans les oblasts d'Ivano-Frankivsk et de Khmelnytskyï.

## Réactions
Le ministère russe des Affaires étrangères qualifie de « désinformation » les déclarations sur le coup d'État et accuse le Royaume-Uni et l'OTAN d'« aggraver les tensions » autour de l'Ukraine[Quand ?], tandis que le département diplomatique russe déclare[Quand ?] : 
« Nous exhortons vivement Londres à mettre fin aux stupides provocations rhétoriques, qui sont très dangereuses dans le contexte actuel de situation houleuse, et de contribuer à de réels efforts diplomatiques pour assurer des garanties fiables de la sécurité européenne ».

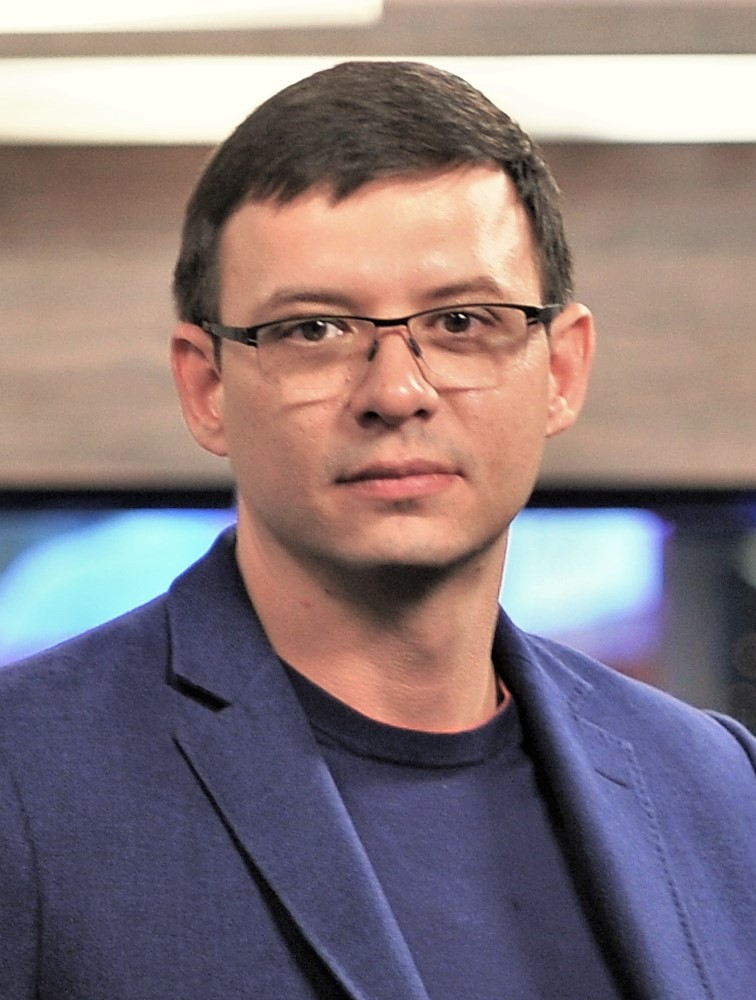
Yevhen Murayev en 2015.

Le 23 janvier 2022, le politicien ukrainien Yevhen Murayev, qui, selon Sky News, était considéré comme un candidat potentiel en tant que nouveau dirigeant de l'Ukraine installé à la suite du putsch, rejette l'allégation, arguant d'un « non-sens ».